# پمپ توربین

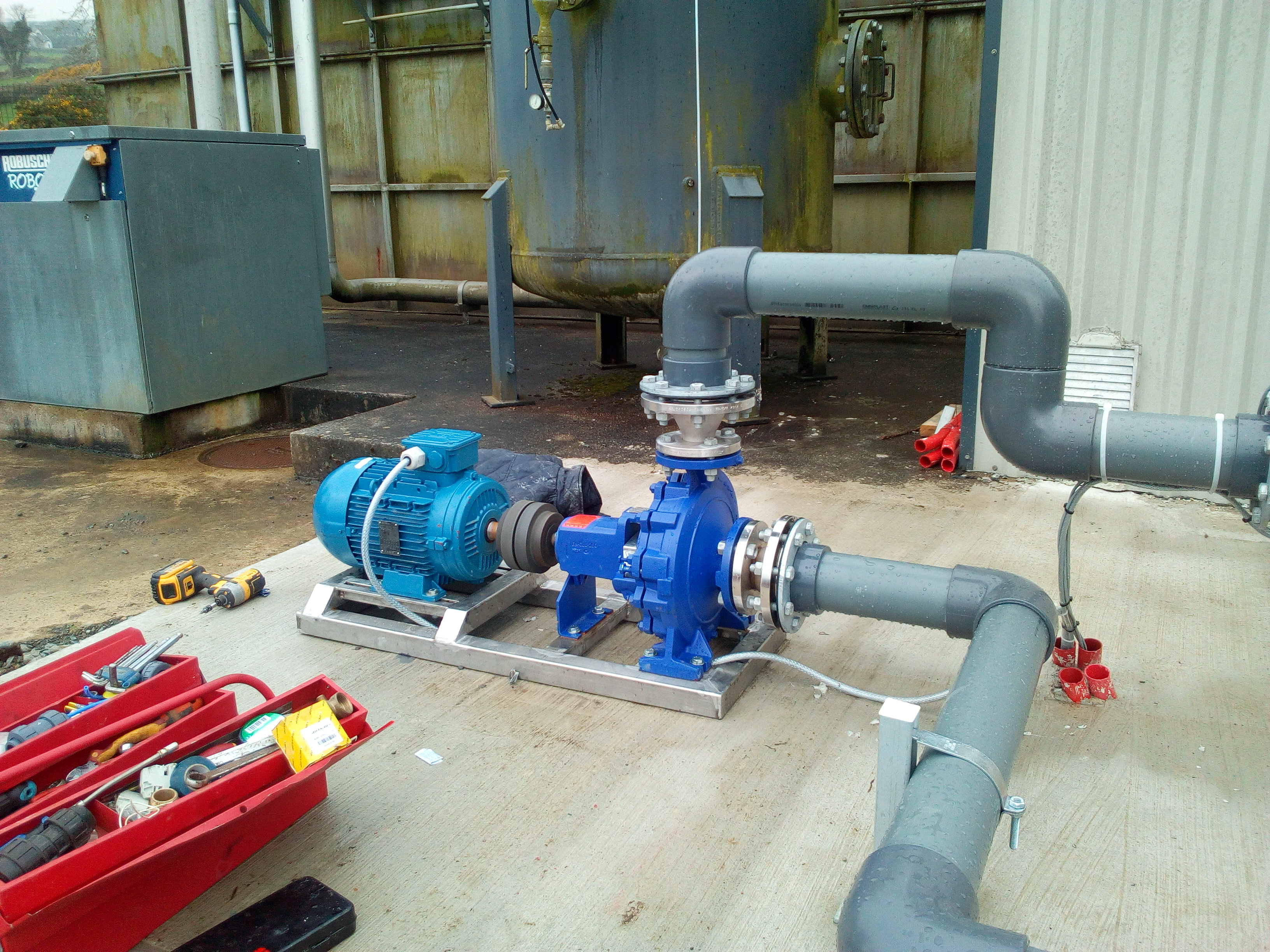
پمپ توربین برای بازیابی انرژی در یک شبکه آب روستایی ایرلند در سال 2019 (https://www.dwr-uisce.eu/)

یک پمپ توربین یا (PAT)، نوعی غیر متعارف از توربین آبی واکنشی است که عملکردی مشابه توربین فرانسیس دارد. اساس کارکرد پمپ توربین در تبدیل انرژی جنبشی و فشار سیال به انرژی مکانیکی مشابه توربین های متعارف است.  
برخلاف سایر توربین های آبی که نیاز به تولید مطابق مشخصات مشتری دارند، پمپ ها تجهیزات بسیار متداولی هستند که به طور گسترده در اندازه ها و قابلیت های مختلف در هر کجای جهان موجود است. همین استفاده از آنها را به عنوان توربین، با چرخش در جهت مخالف، آسان تر می کند. 